# Coronell

Coronell, respecte del terme de Granera

Coronell és el nom d'una masia del terme municipal de Granera, al Moianès. Pertany a la parròquia de Sant Martí de Granera.
Està situada a 755 metres d'altitud al sud de Granera i a ponent de la masia de l'Óssol, en el vessant oriental del Serrat de Coronell, al sud-est del Serrat del Planot. Queda al nord-est de la masia de Trens.
S'hi accedeix pel Camí de Sant Llorenç Savall a Granera, que arrenca cap al sud des del mateix inici de la carretera local que des del poble va a trobar la B-124 a mig camí entre Sant Llorenç Savall i Monistrol de Calders, a 235 metres al sud-sud-oest del final de la carretera BV-1245, al costat del Cementiri de Granera i de la capella de Santa Cecília. Des d'aquest lloc, el camí, en bon estat, s'adreça cap a migdia i mena a Coronell en quasi un quilòmetre.